# Катакомбе (филм из 2007)
Катакомбе (енгл. Catacombs) је хорор из 2007. са Пинк и Шенин Сосамон у главним улогама. Радња филма се одвија у париским катакомбама око младе девојке која покушава да пронађе излаз док је прогони убица.

## Радња
На првом путовању у Париз, млада Американка одлази са сестром на журку у париске катакомбе, лавиринт дугачак 300 километара, састављен од кречњачких тунела и смештен под градом, уједно обложен остацима костију 7 милиона људи који су сахрањени испод града. Раздвојена од сестре и њених пријатеља, она постаје свесна да је неко или нешто прогања кроз највећу масовну гробницу на свету - катакомбу испод Париза.

## Улоге
| Глумац        | Улога     |
| ------------- | --------- |
| Шенин Сосамон | Викторија |
| Пинк          | Каролин   |